# Universitat Centreamericana José Simeón Cañas
La Universitat Centreamericana José Simeón Cañas o UCA és un centre d'educació superior del Salvador, de capital privat sense ànim de lucre.
Fou fundada el setembre de 1965 per la Companyia de Jesús. El campus universitari es localitza a Antiguo Cuscatlán, ciutat que pertany a l'àrea metropolitana de San Salvador, compte amb set edificis d'aules, sis aules magnes, dos auditoris, biblioteca, laboratoris, centres informàtics, poliesportiu i altres dependències com l'Institut de Drets Humans, Ràdio UCA, impremta, etc.
En l'actualitat posseeix un alumnat de vuit mil set-cents estudiants, distribuïts en deu llicenciatures, cinc enginyeries, quatre professorats, dos tècnics i deu postgraus; els cursos són impartits per tres-cents quaranta professors.
El 1990 li fou concedit el Premi Príncep d'Astúries de Comunicació i Humanitats per la seva defensa de la llibertat, del diàleg com a única via per a la convivència pacífica i de la cultura.